# Theodor Wåhlin
Hans Fredrik Theodor Wåhlin, född 16 december 1864 i Lund, död där 10 januari 1948, var en svensk arkitekt och tecknare.

## Biografi

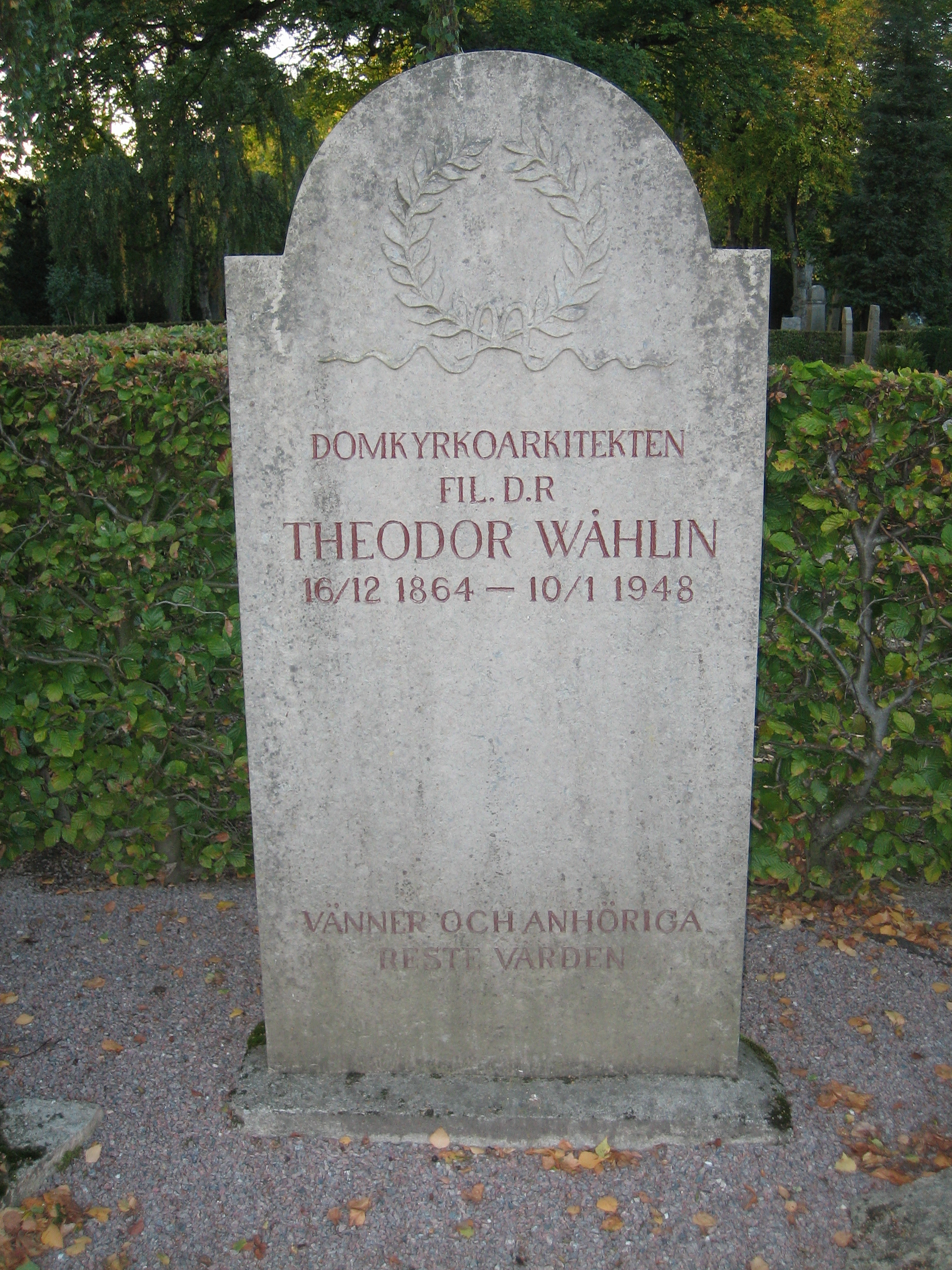
Wåhlins grav på Norra kyrkogården i Lund.

Wåhlin fick sin utbildning på Chalmers tekniska läroanstalt i Göteborg och Konstakademien i Stockholm. Han öppnade på 1890-talet arkitektkontor i Malmö men flyttade verksamheten till Lund 1910, där han bland annat var domkyrkoarkitekt för Lunds domkyrka från 1902 till sin död. Wåhlins arkitektverksamhet var vidsträckt och omfattade allt från bostäder och affärslokaler till universitetsinstitutioner och offentliga byggnader. Han har även restaurerat många skånska landsortskyrkor så att de ser ut som medeltidskyrkor. Därtill ritade Wåhlin även stationshusen längs med järnvägslinjen Vellinge-Skanör-Falsterbo järnväg.
I början av sin karriär arbetade Wåhlin i 1890-talets historicistiska och eklektiska anda, senare med viss påverkan från jugendstilen och nationalromantiken. Under den senare delen av sin bana drogs han mer åt en stram klassicistisk stil. Han blev riddare av Vasaorden 1910 och av Nordstjärneorden 1911 samt kommendör av andra klassen av Vasaorden 1923.
Som tecknare medverkade han upprepade gånger i Skånska konstnärslagets utställningar i Malmö, Lund, Göteborg och Stockholm. Han var representerad med en tuschteckning vid Skånes konstförenings jubileumsutställning i Malmö 1954. Han var ordförande för Skånes konstförening 1903–1939. Hans konst består av stadsbilder och arkitekturmotiv utförda i teckning. Han utgav ett flertal skrifter bland annat Lunds domkyrkas gamla konstur 1913 och Lunds domkyrkas medeltida ur 1923 som senare utgavs i tyska och engelska upplagor. 
Wåhlins föräldrar var rektorn Carl Ludvig Wåhlin och Anna Meijer. Han var bror till Karl Wåhlin, grundare av tidskriften Ord & bild, och till juristen Samuel Wåhlin. Theodor Wåhlin gifte sig den 3 november 1893 med Calla Antonia Ståhle. Han var far till arkitekten Erik Wåhlin och konsthistorikern Hans Wåhlin. Wåhlin ligger begraven på Norra kyrkogården i Lund.

## Arbeten i urval

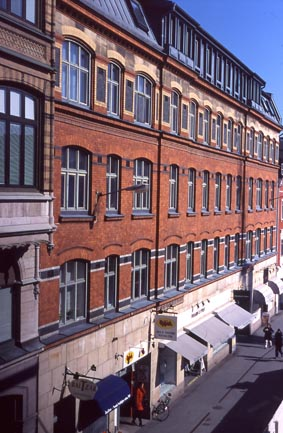
Före detta Hultmans chokladfabrik på Baltzarsgatan i Malmö, ritad av Wåhlin 1897.

- Ullstorps kyrka (1894–1897, ombyggnad)
- Villa Haga i Bjärred (1897)
- Hippodromen i Malmö (1898–1899)
- Kürzels spinnerifabrik (de äldsta delarna), Ystadvägen, Malmö (1895)
- Hotel Temperance, Malmö (1900)
- Tingshus (idag Pauli församlingshem) Kungsgatan Malmö (1902)
- Malmö barnhem (del av Källängens läroverk) Rådmansgatan Malmö (1902)
- Gumlösa kyrka (1904-1906, ombyggnad)
- Hannas kyrka (1903-1927, ombyggnad)
- Östra Ingelstads kyrka (1902-1913, ombyggnad)
- Övraby kyrka (1902-1909, ombyggnad)
- Restaurering Sankt Petri kyrka Malmö (1904-1906, 1913)
- Restaurering Sankta Maria kyrka, Åhus (1905)
- Lundautställningens officiella byggnader (1906-1907)
- Vallkärra kyrka (1906-1907, ombyggnad)
- Annedalskyrkan i Göteborg (1908, ny)
- Svenska Gustafskyrkan i Köpenhamn (1908-1911, ny)
- Frimurarehotellet, Linköping (1910-1912)
- Botaniska museet i Lund (1912, ny)
- Zoologiska institutionen i Lund (1912, ny)
- Valleberga kyrka (1908-1911, ombyggnad)
- Sireköpinge kyrka (1914-1918, ombyggnad)
- Billeberga kyrka (1915-1917, ombyggnad efter brand)
- Apoteket Svanen Lund (1920, portal)
- Stadsparkscaféet i Lund (1922, nybyggnad)
- Snårestads kyrka (1924, ny)
- Domkapitelhuset i Lund (1927, nybyggnad)
- Kirsebergs kyrka (1927)
- Gamla brandstationen i Lund (1929, nybyggnad)

## Bilder

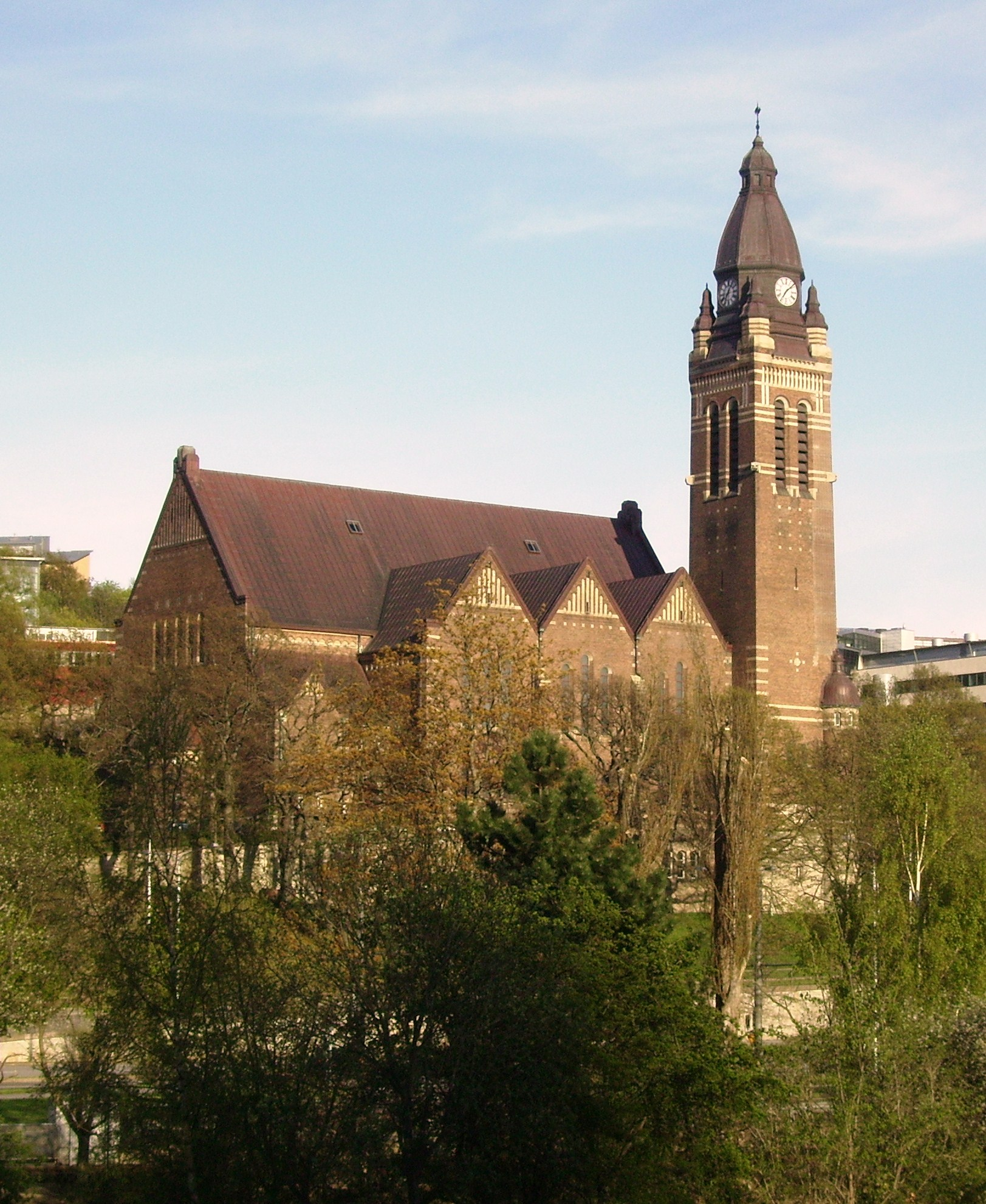
Annedalskyrkan
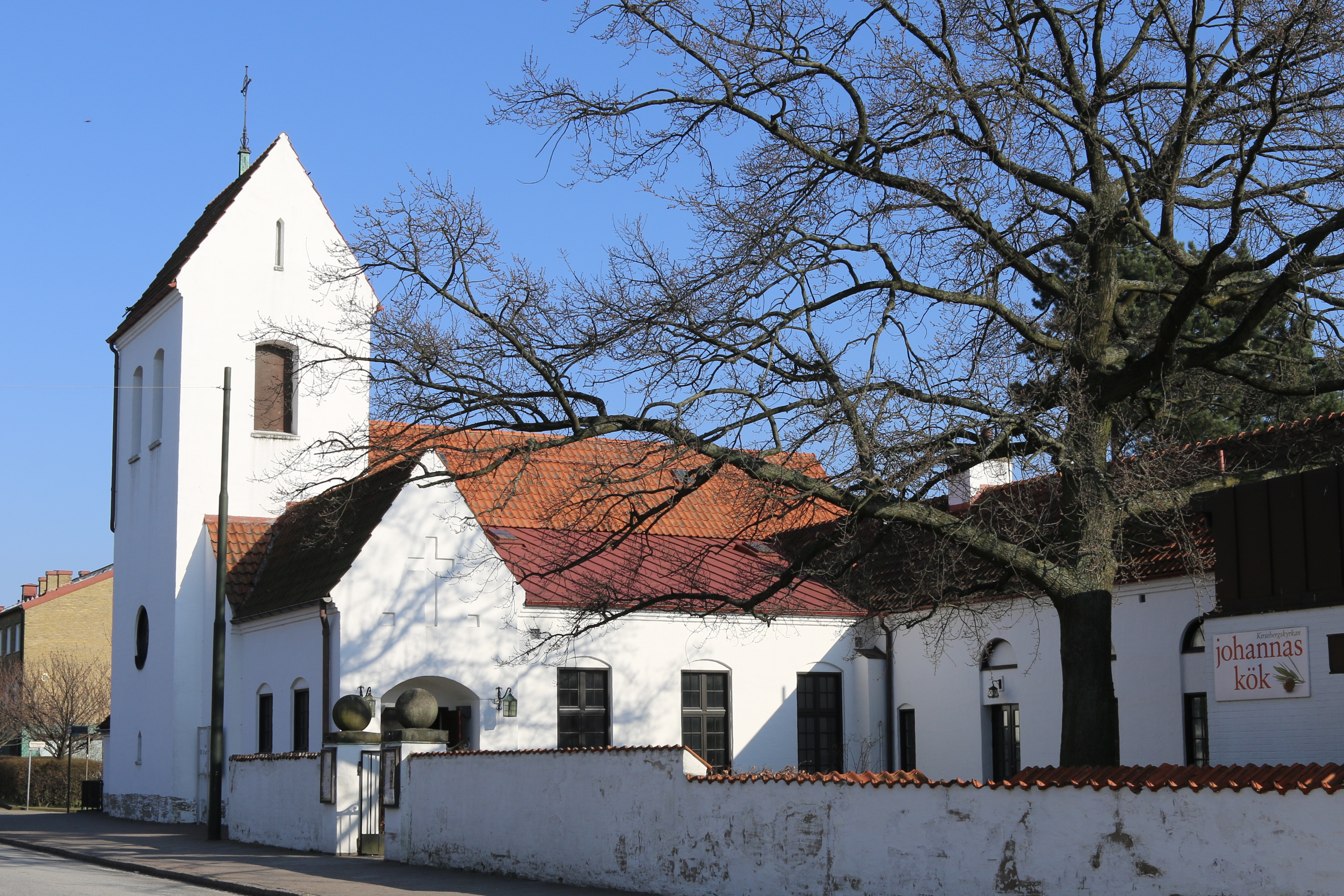
Kirsebergs kyrka
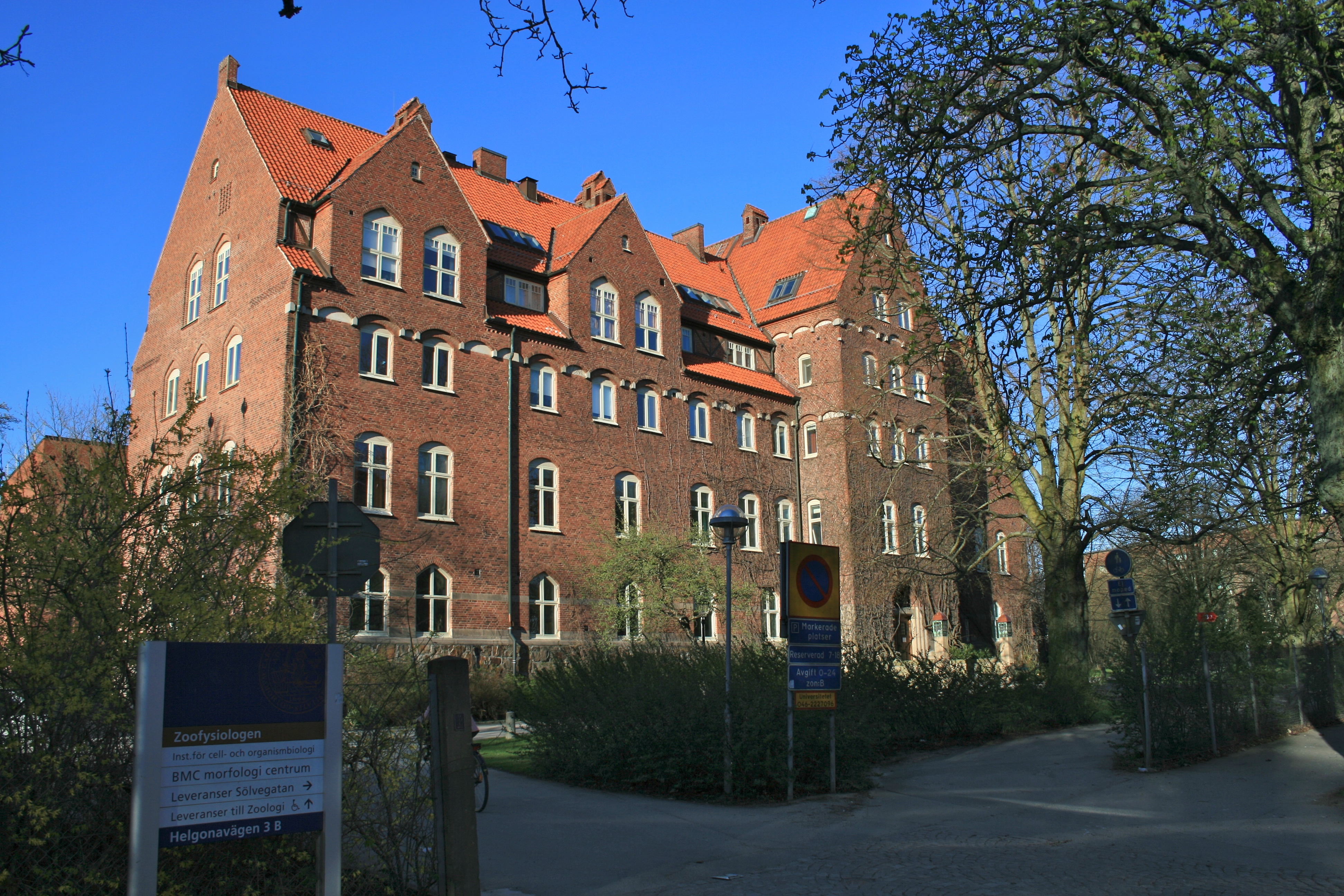
Zoologiska institutionen
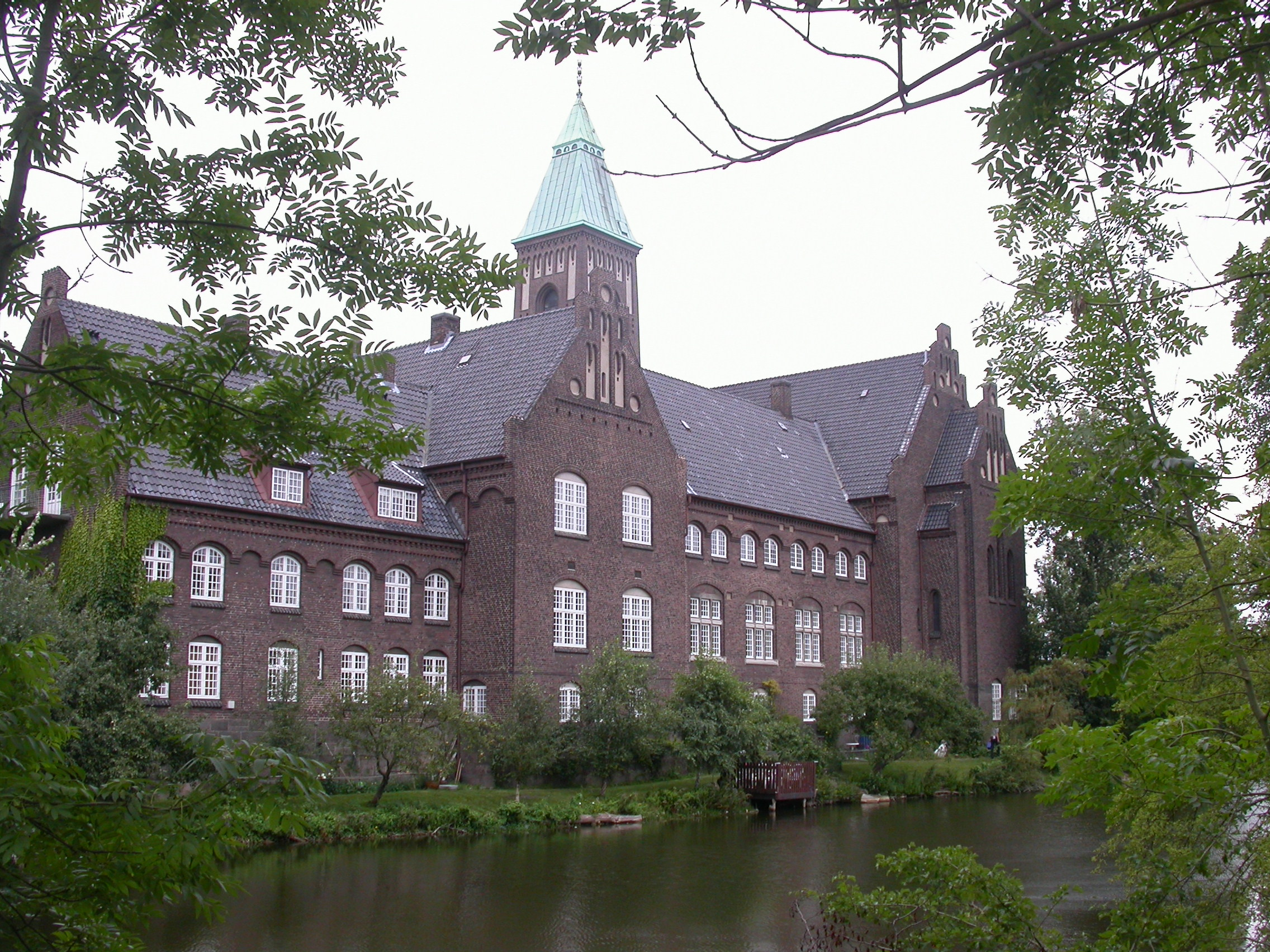
Svenska Gustafskyrkan
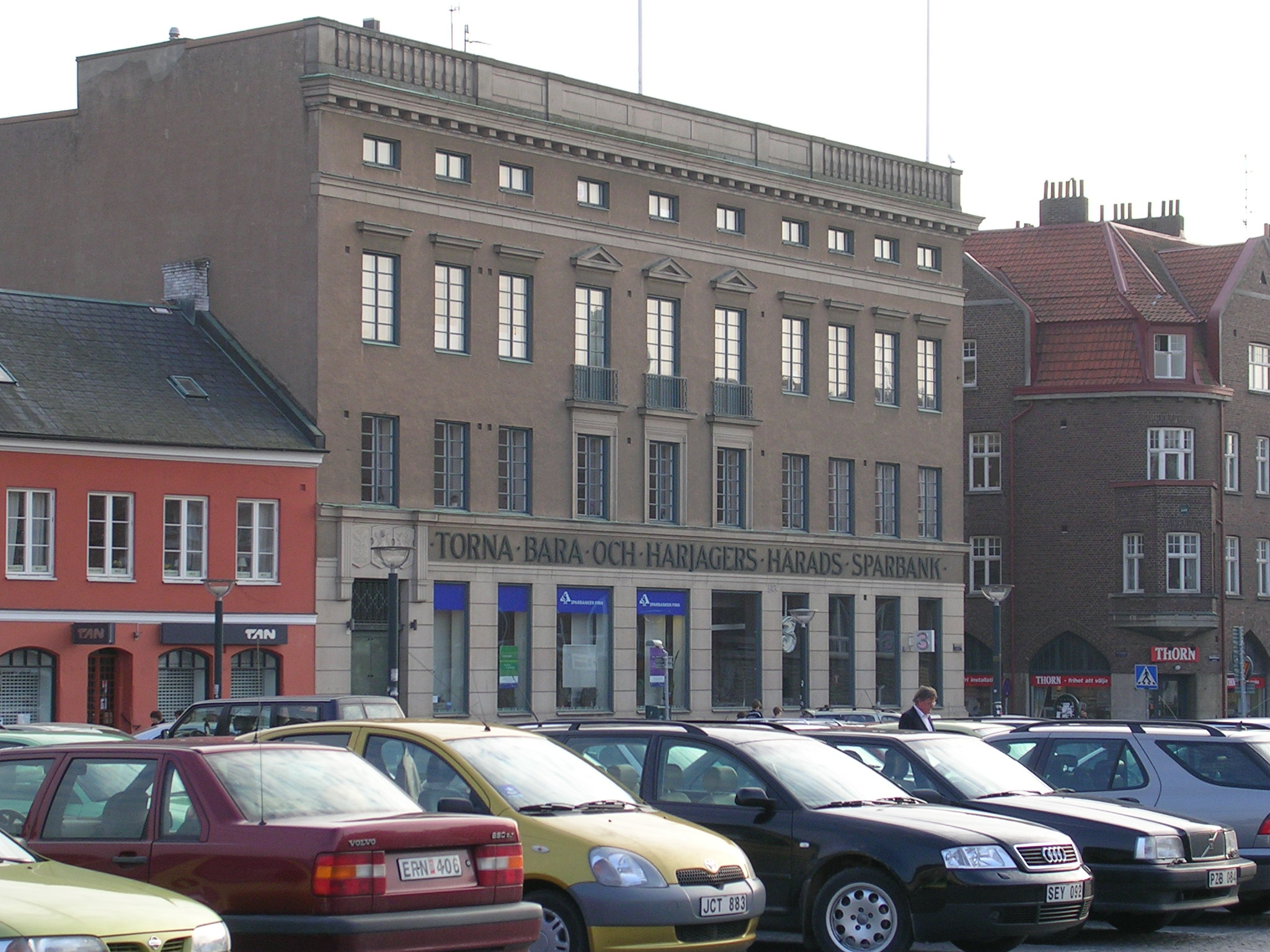
Torna, Bara och Harjagers härads sparbank